# Myopotta pallipes
Myopotta pallipes är en tvåvingeart som först beskrevs av Christian Rudolph Wilhelm Wiedemann 1824.  Myopotta pallipes ingår i släktet Myopotta och familjen stekelflugor. Enligt den finländska rödlistan är arten akut hotad i Finland. Arten har ej påträffats i Sverige. Artens livsmiljö är torra gräsmarker. Inga underarter finns listade i Catalogue of Life.